# Dudu Biton
David 'Dudu' Biton (Hebreeuws: דודו ביטון) (Netanja, 1 maart 1988) is een Israëlisch voetballer die bij voorkeur als spits speelt. Hij verruilde in 2012 Sporting Charleroi voor Standard Luik. Dat verhuurde hem gedurende het seizoen 2014-2015 aan NK Maribor. In januari 2015 tekende hij een contract voor een jaar bij Hapoel Tel Aviv. Na 6 maanden zonder club tekende hij in januari 2018 een contract tot het einde van het seizoen bij Hapoel Acre.

## Statistieken[2]
| seizoen | club                      | land     | competitie         | wed. | goals |
| ------- | ------------------------- | -------- | ------------------ | ---- | ----- |
| 2007/08 | Maccabi Tel Aviv          | Israël   | Ligat Ha'Al        | 10   | 0     |
| 2008/09 | Hapoel Ra'annana          | Israël   | Ligat Ha'Al        | 31   | 8     |
| 2009/10 | Hapoel Ra'annana          | Israël   | Ligat Ha'Al        | 30   | 9     |
| 2010/11 | Hapoel Petach Tikwa       | Israël   | Ligat Ha'Al        | 15   | 12    |
| 2011    | Sporting Charleroi        | België   | Jupiler Pro League | 8    | 3     |
| 2011    | Sporting Charleroi        | België   | Play-Off III       | 4    | 2     |
| 2011/12 | → Wisła Kraków            | Polen    | Ekstraklasa        | 25   | 11    |
| 2012/13 | Standard Luik             | België   | Jupiler Pro League | 10   | 1     |
| 2012/13 | → APOEL Nicosia           | Cyprus   | Eerste divisie     | 13   | 6     |
| 2013/14 | Standard Luik             | België   | Jupiler Pro League | 0    | 0     |
| 2013/14 | → Alcorcón                | Spanje   | Segunda División A | 6    | 0     |
| 2014/15 | → NK Maribor              | Slovenië | 1. nogometna liga  | 11   | 1     |
| 2014/15 | Hapoel Tel Aviv           | Israël   | Ligat Ha'Al        | 12   | 2     |
| 2015/16 | Hapoel Tel Aviv           | Israël   | Ligat Ha'Al        | 11   | 1     |
| 2015/16 | → Hapoel Kfar Saba        | Israël   | Ligat Ha'Al        | 11   | 2     |
| 2016/17 | Hapoel Tel Aviv           | Israël   | Ligat Ha'Al        | 9    | 0     |
| 2018    | Hapoel Acre               | Israël   | Ligat Ha'Al        | 7    | 0     |
| 2018/19 | MS Asjdod                 | Israël   | Liga Leumit        | 2    | 0     |
| 2019    | Hapoel Haifa              | Israël   | Ligat Ha'Al        | 10   | 2     |
| 2019/20 | Hapoel Afula              | Israël   | Liga Leumit        | 5    | 0     |
|         | bijgewerkt tot 17/12/2019 |          | Totaal             | 223  | 59    |